# Litoscalpellum spinosus
Litoscalpellum spinosus is een rankpootkreeftensoort uit de familie van de Scalpellidae. De wetenschappelijke naam van de soort is voor het eerst geldig gepubliceerd in 2010 door Chan, Prabowo & Lee.